# Aarão Ben Aser
Aarão Ben Aser ou Ben Aser Aarão como também aparece escrito (Tiberias, Israel, Século X —?) foi um Massoreta judeu, provinha de uma família dedicada ao estudo e transmissão da forma de vocalização e acentuação da língua hebraica, durante varias gerações. 
Foi filho e discípulo de Moisés Ben Aser, também ele tido como um dos grandes massoretas de Tiberias e com quem também estudou Ben Naftalí, que veio a forma uma teoria diferente da de Aarão Ben Aser em questões de pontuação e acentuação to texto hebreu da Bíblia. 
Aarão levou ao pleno desenvolvimento o sistema desenvolvido pelos massoretas de Tiberias como forma de assegurar a correcta pontuação e recitação dos textos bíblicos de forma a conservar o texto hebraico livre de qualquer modificação ou erro de transmissão. A ele e à sua teoria se atribui a vocalização dos códices mais confiáveis da Bíblia, tal como também as observações anotadas nas margens do textos. Entre eles está o chamado «Códice de Alepo» e o «Manuscrito de San Petersburgo» (B19a). 
Maimónides contribuiu para a afirmação de Aarão Ben Aser ao sustentar que o por ele anotado devia servir como modelo a todos os manuscritos bíblicos. Aarão Ben Aser foi também o autor de uma das primeiras obras significativas da filologia hebraica medieval, «Diqduqe ha-te`amim», «Precisões sobre os acentos». 